# Cryptoblepharus cursor
Cryptoblepharus cursor (бігаючий змієокий сцинк) — вид сцинкоподібних ящірок родини сцинкових (Scincidae). Ендемік Індонезії.

## Підвиди
Виділяють два підвиди:
- Cryptoblepharus cursor cursor Barbour, 1911 — острови Балі, Ломбок;
- Cryptoblepharus cursor larsonae Horner, 2007 — острови Тенгах[en] і Сангкаранг[en].

## Поширення і екологія
Бігаючі змієокі сцинки мешкають на островах Балі і Ломбок і Тенгах в групі Малих Зондських островів, а також на островах Сангкаранг, розташованих на південний захід від Сулавесі. Вони живуть на піщаних морських узбережжях.